# Leo Geyr von Schweppenburg
Leo Dietrich Franz Freiherr Geyr von Schweppenburg (2 de març de 1886 – 27 de gener de 1974) va ser un oficial alemany que arribà al rang de General de Tropes Panzer durant la Segona Guerra Mundial. Va ser comandant del Grup Panzer Oest i, des de juliol de 1944, Inspector de les Tropes Panzer. Va escriure diverses obres sobre l'assessorament de la construcció militar. Se'l considera un expert en la guerra cuirassada.

## Biografia
Geyr von Schweppenburg va néixer a Potsdam el 1886, en el si d'una família noble de Westfàlia, sent fill d'un oficial prussià d'hússars. S'allistà a l'Exèrcit Imperial Alemany al juny de 1904, servint al 29è Regiment de Cavalleria de Dragons. El 1905 va ser promogut a tinent. Després d'assistir a l'Acadèmia de Guerra de Berlín entre 1911 i 1914, va participar en la I Guerra Mundial com a oficial de cavalleria. El 1915 arribà al rang de hauptman, servint als fronts Oriental, Occidental i Balcànic; i des de 1917 serví a l'estat major.
Després de la I Guerra Mundial el hauptman continuà al Reichsweer. Va exercir com a instructor a l'Escola d'Infanteria de Múnic, assolint el rang d'oberst el 1932. A l'any següent va ser destinat com agregat militar adjunt a Londres, Brussel·les i La Haia. L'1 de setembre de 1935 va ser promogut a Major General, continuant al seu destí al Regne Unit. Durant la crisi de Renània va informar a Berlín sobre la subestimació dels britànics, així com dels perills de l'aventurisme polític de Hitler, rebent una reprimenda del ministre de la guerra, Werner von Blomberg. L'1 d'octubre de 1937 va ser de promogut al rang de Tinent general, tornant a Alemanya per comandar la 3a Divisió Panzer aquell mateix mes.

### Segona Guerra Mundial
El 6 d'octubre de 1939, formant part del XIX Armeekorps del general Guderian, inicià la seva participació en la campanya de Polònia. Per una victòria a Kulm va ser elogiat per Hitler al camp de batalla.
Després d'una llarga absència per malaltia, el 15 de febrer de 1940 va rebre el comandament del XXIV Panzerkorps. A l'abril d'aquell mateix any va ser promogut a General der Panzertruppen. El general Geyr comandà la seva unitat a la batalla de França i, després, a la invasió de la Unió Soviètica el 1941, com a comandant del III Panzerkorps formant part del 2n Grup Panzer del general Guderian, formant la punta de llança de l'ofensiva cap a Moscou. Les forces del general Geyr ja s'havien distingit a Rússia, formant la pinça nord que tancà el setge de Kíev, i lluitant a Minsk, Smolensk i Briansk. El 19 de juliol, només dues setmanes d'haver començat la invasió, el general Geyr va rebre la Creu de Cavaller de la Creu de Ferro.
Renuncià al comandament el gener de 1942 a causa de la seva mala salut, però al juny tornà al servei actiu, rebent el comandament del i del XXXX Panzerkorps. Portà aquesta unitat fins al riu Don, dirigint-se a continuació cap al Caucas, formant part del Primer PanzerArmee. A causa de la seva mala salut, Geyr hagué de renunciar de nou al comandament, sent enviat a la reserva.
El juliol del 1943, però, va ser nomenat comandant del LVIII Panzerkorps, una unitat de reserva estacionada a França. Eventualment, el LVIII Panzerkorps va ser inclòs al Panzergruppe West, del que Geyr va ser nomenat comandant. Com a tal va encarregar-se de la instal·lació de la 10a Divisió d'Infanteria Motoritzada; i a l'estiu de 1943 es va fer càrrec del LVIII Panzerkorps de reserva. La seva unitat constituïa la principal força alemanya al nord de França i, per tant, havia de detenir la imminent força invasora Aliada. El mariscal Erwin Rommel es mostrà en desacord a l'estratègia presa per Geyr i el seu cap, el mariscal Gerd von Rundstedt, car Rommel creia que el millor era que els tancs fossin situats prop de les platges per poder aturar el desembarcament aliat allà mateix. Geyr, en canvi, creia que el millor era situar-los terra endins, on podrien maniobrar amb facilitat i així atrapar l'exèrcit aliat.
La batalla de Normandia s'inicià el 6 de juny de 1944. L'endemà, Geyr estava a punt de llançar un atac massiu, i el dia 8, 3 divisions panzer van atacar als britànics al nord de Caen. El 10 de juny el seu quarter general va ser destruït per un atac aeri, en el que Geyr va resultar ferit, però en el que moriren diversos dels seus oficials d'estat major. Temporalment, el SS-Oberstgruppenführer Josef Dietrich va fer-se'n càrrec amb personal del I SS-Panzerkorps. Malgrat que els seus tancs aconseguiren mantenir Caen durant un mes, el 5 de juliol Geyr va ser rellevat del comandament pel general Heinrich Eberbach en donar suport a von Rundstedt en la seva petició de retirar-se de Caen.
L'agost de 1944 va ser nomenat Inspector de les Tropes Panzer de Reserva, i va ser fet presoner de guerra al maig de 1945 per les tropes estatunidenques a Baviera.

### Després de la guerra
El baró Geyr von Schweppenburg va ser alliberat al maig de 1947. Va escriure les seves memòries com a Agregat Militar a Londres sota el títol d'eines Militärattachés, London 1933–1937, traduïdes a l'anglès el 1952 amb material addicional sota el títol de The Critical Years (Els anys crítics). Va ser el primer Inspector General del Bundeswehr, membre de la Comissió d'Estudi "Pels problemes de la seguretat alemanya", que prepararia l'establiment de les Forces Armades Alemanyes.
El general de cavalleria va morir a Ichenhausen, Baviera, el 27 de gener de 1974. Estava casat i tenia una filla.

## Condecoracions
Creu de Cavaller de la Creu de Ferro (9 de juliol de 1941)
 Creu de Ferro de 1a classe (1914)
 Creu de Ferro de 2a classe (1914)
 Creu de Cavaller de l'Orde del Mèrit Militar (Württemberg)
 Creu de Friedrich de I i II classe
 Creu de III Classe de l'Orde del Mèrit Militar amb Distintiu de Guerra (Àustria)
 Creu de Cavaller de IV Classe de l'Orde Militar al Valor (Bulgària)
 Insígnia de Ferit 1918 en negre
 Creu d'Honor dels Combatents del Front
 Medalla del Llarg Servei a la Wehrmacht de I i IV classe
 Creu de Ferro de 1a classe (1939)
 Creu de Ferro de 2a classe (1939)
 Medalla de la Campanya d'Hivern a l'Est 1941/42
 Insígnia de Combat de Tancs en Plata